# COVID-19 en el embarazo
El efecto de la COVID-19 en el embarazo no se conoce por completo debido a la ausencia de datos fiables. Los resultados de un estudio limitado en la República Popular China muestran que las características clínicas de la COVID-19 en mujeres embarazadas son similares a las de mujeres no embarazadas. A fecha de abril de 2021, no hay ninguna evidencia de transmisión vertical de la COVID-19 de la madre al bebé en el último trimestre de embarazo. Las predicciones basadas en infecciones similares como el SARS y el MERS sugieren que las mujeres embarazadas tienen mayor riesgo de infección severa.

## Estudios sobre COVID-19 en el embarazo
Un estudio de nueve mujeres infectadas en el tercer trimestre de embarazo en Wuhan (China) mostró la presencia de fiebre (en seis de nueve pacientes), dolor de músculos (en tres), dolor de garganta (en dos) y sensación de malestar (en dos). Hubo sufrimiento fetal en dos. Ninguna de las mujeres desarrolló la neumonía COVID-19 severa o falleció. Todas tuvieron nacimiento vivos y no se observó ninguna asfixia neonatal severa. Las muestras de leche materna, líquido amniótico, sangre de cordón umbilical y garganta neonatal fueron testadas para SARS-CoV-2, y todos los resultados fueron negativos. Aun así, este estudio es demasiado pequeño para alcanzar conclusiones sólidas sobre la naturaleza del COVID-19 en el embarazo. Informes de medios de comunicación indican que más de 100 mujeres con COVID-19 podrían haber dado a luz, y a fecha de marzo de 2020 no se ha informado de ninguna muerte materna. Se ha informado de dos neonatos infectados con COVID-19, pero la transmisión probablemente tuvo lugar en el periodo de posparto.
Un metaanálisis  publicado en 2023 que incluyó seis revisiones sistemáticas con 617 estudios primarios, encontró que las embarazadas con COVID-19 presentan un riesgo significativamente mayor de complicaciones perinatales comparadas con embarazadas sin la infección. Los resultados mostraron un riesgo aumentado de compromiso del bienestar fetal (OR 1.9; IC95%: 1.09-3.63), mortinato (OR 1.73; IC95%: 1.01-2.94), parto prematuro (OR 1.77; IC95%: 1.25-2.61) y admisión materna a unidades de cuidados intensivos (OR 6.75; IC95%: 1-31.19). Las manifestaciones clínicas más frecuentes en embarazadas incluyen tos (41-48%), fiebre (18-75%), disnea (6-22%) y mialgias (19-27%), aunque un porcentaje considerable permanece asintomático (28-86%). Los hallazgos de laboratorio más comunes son linfopenia (36-64%), leucocitosis (10-27%) y elevación de proteína C reactiva (47-52%), mientras que las alteraciones radiológicas torácicas se observan en hasta 94% de los casos.

## Recomendaciones
El Centro para Control de Enfermedades de los Estados Unidos aconseja a las mujeres embarazadas hacer las mismas cosas que el público general para evitar la infección, como cubrirse al toser, evitar interaccionar con personas enfermas, y limpiarse las manos con jabón y agua o  gel desinfectante.
La OMS recomienda además mantener la distancia social con respecto a otras personas, no tocarse los ojos, nariz y boca, practicar la higiene respiratoria (cubrirse la boca y nariz con el codo o un pañuelo al toser o estornudar - y tirar el pañuelo inmediatamente -) y, de tener fiebre, tos o dificultades para respirar, buscar atención médica de acuerdo a las indicaciones sanitarias locales. La OMS indica también que las mujeres embarazadas que presenten síntomas deben ser priorizadas para el test de COVID-19, y que las mujeres embarazadas y aquellas que han dado a luz recientemente deben mantener sus citas de seguimiento rutinarias.
La OMS recuerda que todas las mujeres embarazadas, incluyendo las que tengan o se sospeche que tengan COVID-19, tienen el derecho a un seguimiento de calidad antes, durante y después del parto. Esto incluye la salud antenatal, del recién nacido, postnatal, y la salud mental. Una experiencia de parto positiva incluye:
- Ser tratada con respeto y dignidad;
- La presencia de un/a acompañante de su elección durante el parto;
- Comunicación clara por parte de profesionales sanitarios;
- Estrategias apropiadas de eliminación del dolor:
- Movilidad durante el parto cuando sea posible, y elección de la posición de parto.

Si se sospecha o confirma la presencia de COVID-19, los profesionales sanitarios deben tomar medidas para reducir el riesgo de infección para sí mismos y para los demás, incluyendo el uso de ropa protectora. No se recomienda la cesárea a no ser que resulte médicamente necesaria. Entre otras de las recomendaciones sanitarias actuales, se incluye llevar a cabo la lactancia materna si la madre desea realizarla llevando un equipo de protección individual, ya que la infección neonatal es generalmente leve y asintomática, y los beneficios de la lactancia pueden contrarrestar el riesgo de transmisión. Múltiples grupos y asociaciones han recordado que pese a la pandemia global del COVID-19, las mujeres embarazadas mantienen intacto su derecho a decidir y a no ser expuestas a protocolos de parto que atenten contra su integridad física.

## Mortalidad/pronóstico:
La mortalidad materna por COVID-19 se ha estimado entre 0.01% y 2%, cifra considerablemente menor a la reportada en brotes previos de coronavirus como MERS-CoV (35%) y SARS-CoV (10%). La transmisión vertical de SARS-CoV-2 parece ser infrecuente, con tasas de positividad neonatal entre 2.6% y 8%. Los factores de riesgo para enfermedad severa en embarazadas incluyen edad mayor a 35 años, obesidad (IMC >30), diabetes preexistente e hipertensión crónica, condiciones que incrementan significativamente la probabilidad de requerir cuidados intensivos y ventilación mecánica invasiva.